# プレカリアートユニオン
プレカリアートユニオン（英語: Precariat Union）は、職場でつながりを作りにくい若い世代の正社員でも、契約社員、派遣、パート、アルバイトなどの非正規雇用でも、職場で仲間を増やし、労働条件の向上に取り組むことを目指すとして2012年（平成24年）4月に結成された、誰でも一人から加入できるユニオン（合同労働組合）であり、登記上、東京都新宿区に本部を置いている。
日本労働組合総連合会（連合）の構成組織である全国コミュニティ・ユニオン連合会（全国ユニオン）を上部団体としている。代表権を持つ執行委員長としてライター出身の清水直子（本名:関口直子）が登記されているが、2025年7月2日、後記の総会決議不存在確認請求事件により、最高裁判所判決として執行委員長ではないことが確認された。

## 概要
結成にあたっては、
1. ワーキング・プアからの脱却：仲間を増やして労働条件の維持向上を行う
2. 生活のよりどころとなること：生活保護、第二のセーフティーネットなどの制度申請支援（中略）、仲間の行うさまざまな活動と組合活動の連携によって、豊かな労働組合運動を行う

との「結成宣言」が採択された。
プレカリアートとは不安定な労働者という意味の造語であるが、職業や雇用形態にかかわらず誰でも加入できる。組合費に関しては年収により月額1000円から3000円の範囲で変動する。もっとも、団体交渉等の活動を経て使用者から解決金や労働基準監督署から労災保険給付金が得られた場合、その2割を組合費とは別に「拠出金」として納入しなければならない。
2015年から2017年頃にかけて、プレカリアートユニオンの組合員を当事者とするアリさんマークの引越社に関する労働問題がマスコミの注目を浴びた。団体交渉そして数多くの行政審判、訴訟の末、最終的に引越社がプレカリアートユニオンに1億円の解決金を支払うことで解決した。また、いわゆる「田口運送残業代請求訴訟」でプレカリアートユニオンの組合員を含む原告のドライバー4名の請求が認められる判決が出たことがあり、その後も、中小運送会社で働き、「運送業界を変えよう」と闘いを繰り広げる組合員が存在する。
2020年10月末にはOYO Japan合同会社に勤める組合員の労使紛争を解決した。

## 組合内部での紛争

### アルバイトによる労働組合の結成と行政審判
2019年3月頃、プレカリアートユニオンで事務作業などのアルバイトに従事していた従業員兼組合員の数名が労働組合を結成し、プレカリアートユニオンを使用者として団体交渉を申し入れた。ユニオン側は、”アルバイト”は労働者ではないとして団体交渉を一度は拒否したが、後に団体交渉に応じた。
アルバイトらは、ユニオンの"アルバイト"には残業代、有給休暇等が支払われないばかりか、社会保険、雇用保険等の加入手続もなされておらず、ユニオン自身が「非正規差別」を行っているほか、そもそもユニオンの代表者などを決める大会（総会）で投票権を持つ代議員を清水ら一部の幹部が指名し、選挙が適正に行われておらず、清水が法的に執行委員長の地位にあるのかも疑義があり、労働組合法5条2項によれば本来一人一票の民主的な団体であるべきユニオンが清水ら一握りの幹部により私物化されているなどと主張していた。
これに対し、清水らは、アルバイトらが労働組合を結成して勧誘活動を行ったことが「分派活動」であるとして代表の男性組合員に権利停止処分を言い渡したほか、のちに、男性らの組合活動がユニオンに対する業務妨害や名誉毀損にあたるとして除名処分を言い渡した。
アルバイトらの労働組合は、除名処分等が不当労働行為であるとして東京都労働委員会に行政審判を申し立てたが、その係属中の2023年7月に組合を解散したため、同年11月21日、既に解散したアルバイトらの労働組合には団体性がなく労働組合法2条の要件を欠くものとして却下命令が言い渡され、確定した。

### 総会決議不存在確認等請求事件
2020年6月、ユニオンのアルバイトとして別の労働組合を結成し、ユニオンに団体交渉を求めるなどしていた元アルバイトの組合員のうち2名が、ユニオンの総会決議のうち、前任者の大平正巳から清水直子に執行委員長が交代したとされる2015年9月19日の決議を含む、それ以降の代表者（執行委員長）を選任する決議のすべてが不存在である旨の確認を求める訴訟を東京地方裁判所に提起した。訴訟告知を受けた数名の元組合員と数社の企業が原告側で補助参加し、これを受けて裁判所も合議体で審理に臨んだ。原告側は玉真聡志、多賀野司、大石眞人弁護士、被告となったユニオンは山口貴士、佐々木大介弁護士が訴訟代理人を務めた。
2024年2月28日、地裁民事11部（労働部）須賀康太郎裁判長は、原告らの請求を全て認め、2015年9月19日から2023年9月9日までの総会決議で清水らを執行委員長等に選任する決議の全てを法律上は不存在と確認する判決を言い渡し、原告の元アルバイトの組合員2名に対する除名処分などについても、法律上は不存在で、2名の原告は組合員としての地位を失っていないと事実認定した。ユニオンは控訴したが、11月13日、東京高等裁判所第17民事部吉田徹裁判長は、2024年5月26日の総会の不存在確認を求める原告側の附帯控訴を却下するとともにユニオンの控訴も棄却し、原判決を維持した。ユニオンは最高裁判所に上告したが、2025年6月27日、山口貴士ら代理人弁護士が辞任し、7月2日判決が言い渡され（第三小法廷・林道晴裁判長）、ユニオンの上告と上告受理申立てはいずれも棄却・却下された。
これにより、清水直子がプレカリアートユニオンの執行委員長ではないことが最高裁判所の判決として確定したが、清水直子は、依然として「執行委員長」を名乗り活動を続けている。
本事件の地裁判決は、「代議員選任のための直接無記名投票が実施されなかったことから、労働組合に対する総会決議不存在確認請求が認められた例」などとして判例タイムズ、労働経済判例速報、労政時報等の判例誌にも掲載されている。

### 拠出金返還請求事件
2021年、総会決議不存在確認等請求事件を提起した元アルバイトの組合員のうち1名が、ユニオンに支払った団体交渉の成功報酬にあたる「拠出金」が弁護士法72条に違反する非弁活動の報酬であり、公序良俗に反するとして、その返還及び慰藉料の支払いを求める訴訟を提起した。
2022年5月24日、東京地方裁判所民事第12部の髙木勝巳裁判長は原告の請求を棄却する判決を言い渡し、団体交渉等により得られた金の2割を拠出金として納めるべきとするプレカリアートユニオンの規約は弁護士法に違反するものではないとした。原告の組合員は控訴したが、東京高裁第24民事部の控訴審でも原判決が維持され（増田稔裁判長）、確定した。本事件は、労働判例などの判例誌に掲載された。

## 使用者との紛争

### 粟野興産事件
2018年7月、栃木県鹿沼市で砕石業等を営む粟野興産が、プレカリアートユニオンと元社員の男性組合員の両者を相手取り、取引先の銀行等に「不当解雇」の撤回を求める「要望書」を提出した行為や社長自宅や会社前での街宣活動を5回以上行った行為について名誉毀損であるとして1000万円の損害賠償を求め、東京地裁に訴状を提出した。
訴訟では、「要望書」や街宣活動における表現の真実性、公共性が全面的に争われたが、東京地裁は、粟野興産で過積載があった等とする記載は公共の安全に関わるもので公共性があり、不当な配置転換等は、結果的に組合員が配置転換等の不当性を争った事件で敗訴したことから、真実ではないものの、真実と信じるに足りる理由はあり合理的な表現といえ、違法性阻却されるとして、2021年5月12日、プレカリアートユニオン側の勝訴判決を言い渡した（民事15部、岡田幸人裁判長）。
粟野興産は控訴したが、2022年5月17日、東京高裁第24民事部（中山孝雄裁判長）は、各表現には違法行為を是正させ、労働環境を改善させる目的があり、適法な労働組合活動であるとして控訴を棄却した。粟野興産は上告せず、判決は確定した。
他方、「不当解雇」を訴えていた男性組合員は、本件では勝訴したものの、「不当配転」の撤回と賃金の支払を求める仮処分を宇都宮地方裁判所に申し立てていたが2017年11月に却下、抗告審となった東京高裁でも2018年3月に棄却となり、さらに解雇が不当労働行為であるとして栃木県労働委員会に申し立てていた行政審判も2021年12月に却下・棄却され、全面敗訴している。男性組合員は、賃金や配置転換などを巡り粟野興産側と様々なトラブルを抱えていたが、最終的には仮病で2年間出社せず、その間、別の会社で働いていたことが発覚して解雇されていた。
本事件の判決や評釈は労働判例、労働法律旬報、経営法曹などの判例集・機関誌に掲載された。

### テイケイ事件
2020年、大手警備会社のテイケイが、プレカリアートユニオンによる街宣活動が刑法の威力業務妨害や東京都の「拡声機による暴騒音の規制に関する条例」等に違反する違法行為で、かつ名誉毀損であるとして、慰藉料と防音対策の工事費の弁償を求めて東京地方裁判所に提訴した。
これに対して、2021年、プレカリアートユニオン側も、テイケイによるプレカリアートユニオンを「反社へ資金提供」「鉄砲玉」「恐喝ゴロツキ集団」などと批判する垂れ幕の掲示や、組合員自宅への抗議文の送付が名誉毀損ないし支配介入の不当労働行為であるとして反訴した。
2023年4月19日、東京地裁民事第11部（労働部、前澤達朗裁判長）は、プレカリアートユニオンがテイケイに110万円、テイケイがプレカリアートユニオンに168万円を賠償せよと命じる判決を言い渡した。判決では、組合員自宅への封書の送付が支配介入とされたものの、プレカリアートユニオンが街宣活動で訴えた内容もその一部が真実ではなくテイケイの名誉を毀損する不法行為であったと判示され、双方への賠償命令につながった。この判決も労働法律旬報に掲載された。判決に対し、双方が控訴した。
本件では、地裁判決後、前記総会決議不存在確認等請求事件の判断が示され、プレカリアートユニオンがテイケイに対し街宣活動をしていた期間中において、プレカリアートユニオンの執行委員長が適法に選任されておらず、「労働組合を標榜する団体」であったことが事後的に判明したことから、控訴審・上告審の行くえに注目が集まっている。

## 機関紙
- プレカリアートユニオン

## 支部と組合員数
2024年3月31日時点の情報である。
- 地域ブロック支部（東京58名・神奈川32名・その他55名）
- 運送・運輸支部 41名
- 明窓ビルサービス支部 13名
- OYO Hotels支部 3名
- 明成物流支部 15名
- ラオックス支部 5名
- 東洋テック支部 4名
- 多摩美術大学支部 7名
- 田口運送・都流通商会支部 3名
- 静岡支部 17名
- 静岡支部クローバー分会 19名
- 静岡支部ひ・まわり分会 4名
- ななくさ支部 10名
- 医心館支部 8名
- アーティスト支部 18名
- 明日葉支部 4名